# Olympische Sommerspiele 1992/Gewichtheben
Bei den XXV. Olympischen Sommerspielen 1992 in Barcelona fanden zehn Wettbewerbe im Gewichtheben statt. Austragungsort war der Pavelló de l’Espanya Industrial im Stadtbezirk Sants-Montjuïc.

## Bilanz

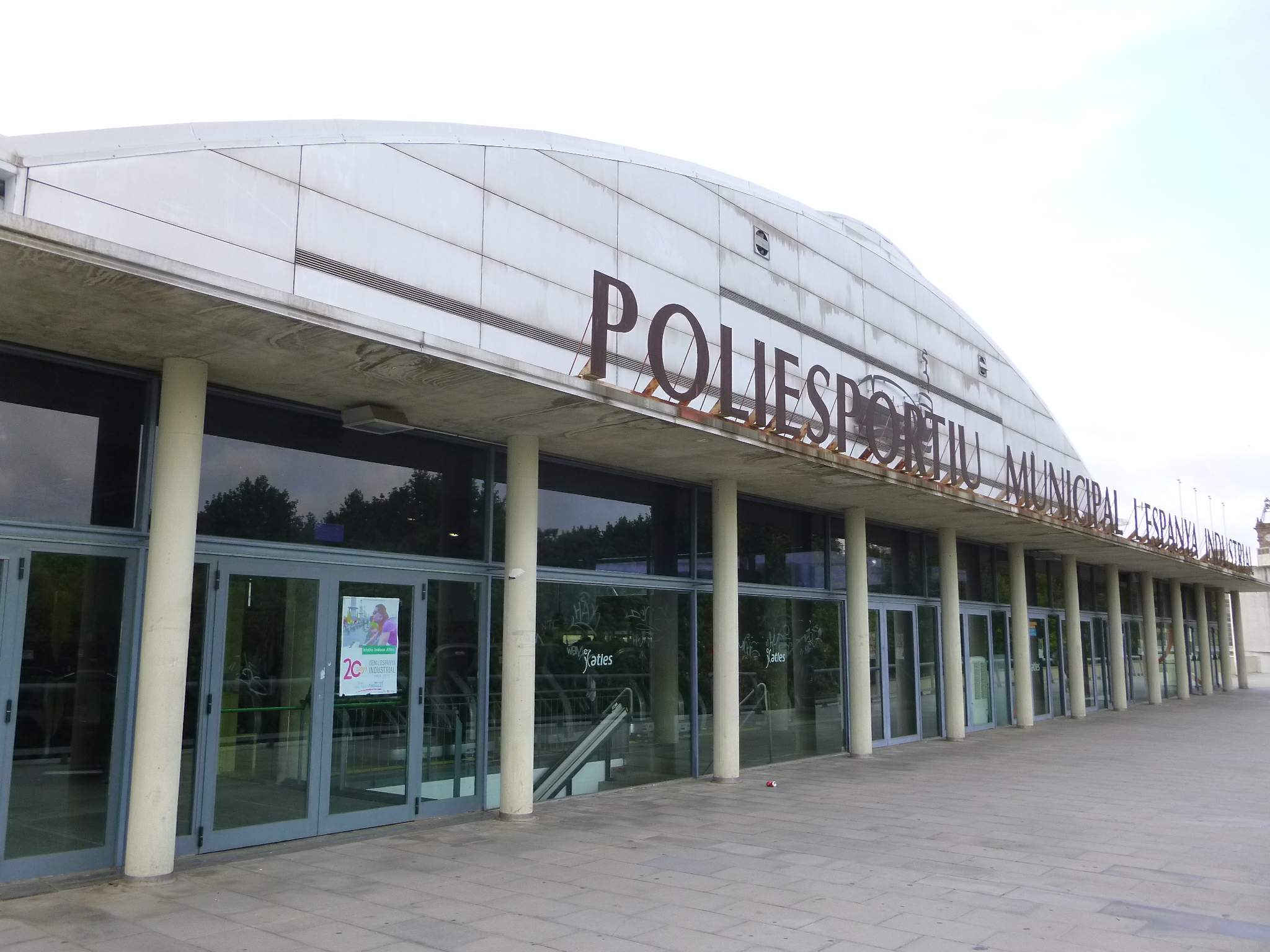
Poliesportiu Municipal de l'Espanya Industrial

### Medaillenspiegel
| Platz | Land           | Gold | Silber | Bronze | Gesamt |
| ----- | -------------- | ---- | ------ | ------ | ------ |
| 1     | Vereintes Team | 5    | 4      | –      | 9      |
| 2     | Bulgarien      | 1    | 2      | 1      | 4      |
| 3     | Deutschland    | 1    | –      | 2      | 3      |
| 4     | Griechenland   | 1    | –      | –      | 1      |
| 4     | Südkorea       | 1    | –      | –      | 1      |
| 4     | Türkei         | 1    | –      | –      | 1      |
| 7     | China          | –    | 2      | 2      | 4      |
| 8     | Polen          | –    | 1      | 2      | 3      |
| 9     | Kuba           | –    | 1      | –      | 1      |
| 10    | Nordkorea      | –    | –      | 1      | 1      |
| 10    | Rumänien       | –    | –      | 1      | 1      |

### Medaillengewinner
| Konkurrenz          | Gold                   | Silber            | Bronze                |
| ------------------- | ---------------------- | ----------------- | --------------------- |
| Fliegengewicht      | Iwan Iwanow            | Lin Qisheng       | Traian Cihărean       |
| Bantamgewicht       | Chun Byung-kwan        | Liu Shoubin       | Luo Jianming          |
| Federgewicht        | Naim Süleymanoğlu      | Nikolai Peschalow | He Yingqiang          |
| Leichtgewicht       | Israjel Militosjan     | Joto Jotow        | Andreas Behm          |
| Mittelgewicht       | Tudor Casapu           | Pablo Lara        | Kim Myong-nam         |
| Halbschwergewicht   | Pyrros Dimas           | Krzysztof Siemion | –                     |
| Mittelschwergewicht | Akakios Kachiasvilis   | Sergei Syrzow     | Sergiusz Wołczaniecki |
| 1. Schwergewicht    | Wiktor Tregubow        | Tymur Tajmasow    | Waldemar Malak        |
| 2. Schwergewicht    | Ronny Weller           | Artur Akojew      | Stefan Botew          |
| Superschwergewicht  | Aljaksandr Kurlowitsch | Leanid Taranenka  | Manfred Nerlinger     |

## Ergebnisse

### Fliegengewicht (bis 52 kg)
| Platz | Land | Sportler            | Gewicht (kg) |
| ----- | ---- | ------------------- | ------------ |
| 1     | BUL  | Iwan Iwanow         | 265,0        |
| 2     | CHN  | Lin Qisheng         | 262,5        |
| 3     | ROM  | Traian Cihărean     | 252,5        |
| 4     | KOR  | Go Gwang-gu         | 252,5        |
| 5     | TUR  | Halil Mutlu         | 247,5        |
| 6     | PRK  | Gil Nam-su          | 235,0        |
| 7     | VEN  | Humberto Fuentes    | 230,0        |
| 8     | ESP  | José Andrés Ibáñez  | 227,5        |
| 9     | JPN  | Atsushi Irei        | 222,5        |
| 10    | IND  | Badathala Adisekhar | 222,5        |

Datum: 26. Juli 1992

17 Teilnehmer aus 13 Ländern

### Bantamgewicht (bis 56 kg)
| Platz | Land | Sportler            | Gewicht (kg) |
| ----- | ---- | ------------------- | ------------ |
| 1     | KOR  | Chun Byung-kwan     | 287,5        |
| 2     | CHN  | Liu Shoubin         | 277,5        |
| 3     | CHN  | Luo Jianming        | 277,5        |
| 4     | FRA  | Laurent Fombertasse | 260,0        |
| 5     | JPN  | Katsuhiko Sakuma    | 255,0        |
| 6     | HUN  | Tibor Karczag       | 255,0        |
| 7     | PRK  | Kim Yong-chol       | 255,0        |
| 8     | POL  | Marek Gorzelniak    | 255,0        |
| 9     | HUN  | Ferenc Lénárt       | 252,5        |
| 10    | INA  | Sodikin             | 250,0        |

Datum: 27. Juli 1992

22 Teilnehmer aus 17 Ländern

### Federgewicht (bis 60 kg)
| Platz | Land | Sportler          | Gewicht (kg) |
| ----- | ---- | ----------------- | ------------ |
| 1     | TUR  | Naim Süleymanoğlu | 320,0        |
| 2     | BUL  | Nikolai Peschalow | 305,0        |
| 3     | CHN  | He Yingqiang      | 295,0        |
| 4     | ROM  | Neno Tersijski    | 295,0        |
| 5     | GRE  | Valerios Leonidis | 295,0        |
| 6     | PRK  | Ro Hyon-il        | 287,5        |
| 7     | HUN  | Attila Czanka     | 285,0        |
| 8     | PRK  | Li Jae-son        | 280,0        |
| 9     | SAM  | Marcus Stephen    | 275,0        |
| 10    | ROM  | Paul Toroczcoi    | 275,0        |
|       |      |                   |              |
| 13    | GER  | Marco Spanehl     | 267,5        |

Datum: 28. Juli 1992

31 Teilnehmer aus 26 Ländern

### Leichtgewicht (bis 67,5 kg)
| Platz | Land | Sportler               | Gewicht (kg) |
| ----- | ---- | ---------------------- | ------------ |
| 1     | EUN  | Israjel Militosjan     | 337,5        |
| 2     | BUL  | Joto Jotow             | 327,5        |
| 3     | GER  | Andreas Behm           | 320,0        |
| 4     | ALG  | Abdel Manaane Yahiaoui | 315,0        |
| 5     | FIN  | Jouni Grönman          | 305,0        |
| 6     | COL  | Eyne Acevedo           | 300,0        |
| 7     | PRK  | Im Sang-Ho             | 300,0        |
| 8     | USA  | Tim McRae              | 297,5        |
| 9     | JPN  | Noriaki Horikoshi      | 295,0        |
| 10    | USA  | Vernon Patao           | 290,0        |

Datum: 29. Juli 1992

17 Teilnehmer aus 16 Ländern

### Mittelgewicht (bis 75 kg)
| Platz | Land | Sportler             | Gewicht (kg) |
| ----- | ---- | -------------------- | ------------ |
| 1     | EUN  | Tudor Casapu         | 357,5        |
| 2     | CUB  | Pablo Lara           | 357,5        |
| 3     | PRK  | Kim Myong-nam        | 352,5        |
| 4     | POL  | Andrzej Kozłowski    | 352,5        |
| 5     | GER  | Ingo Steinhöfel      | 347,5        |
| 6     | CUB  | Raúl Mora            | 345,0        |
| 7     | POL  | Włodzimierz Chlebosz | 340,0        |
| 8     | CHN  | Lu Gang              | 335,0        |
| 9     | CHN  | Lin Wensheng         | 332,5        |
| 10    | ISR  | Oleg Sadikov         | 332,5        |
|       |      |                      |              |
| 16    | GER  | Oliver Caruso        | 325,0        |

Datum: 30. Juli 1992

34 Teilnehmer aus 27 Ländern

### Halbschwergewicht (bis 82,5 kg)
| Platz | Land           | Sportler            | Gewicht (kg)   |
| ----- | -------------- | ------------------- | -------------- |
| 1     | GRE            | Pyrros Dimas        | 370,0          |
| 2     | POL            | Krzysztof Siemion   | 370,0          |
| 3     | nicht vergeben | nicht vergeben      | nicht vergeben |
| 4     | PRK            | Jon Chol-ho         | 365,0          |
| 5     | BUL            | Plamen Bratojtschew | 365,0          |
| 6     | CUB            | Lino Elias          | 365,0          |
| 7     | GER            | Marc Huster         | 362,5          |
| 8     | CUB            | José Heredia        | 362,5          |
| 9     | CHN            | Li Yunnan           | 355,0          |
| 10    | POL            | Andrzej Cofalik     | 350,0          |

Datum: 3. August 1992

31 Teilnehmer aus 25 Ländern
Ibragim Samadow gewann ursprünglich die Bronzemedaille. Er war aber über seine Leistung derart enttäuscht, dass er die Medaille bei der Siegerehrung auf den Boden warf und weglief. Das Internationale Olympische Komitee disqualifizierte ihn daraufhin und vergab die Medaille nicht an den Viertplatzierten, da der Vorfall nach dem Wettkampf stattgefunden hatte.

### Mittelschwergewicht (bis 90 kg)
| Platz | Land | Sportler              | Gewicht (kg) |
| ----- | ---- | --------------------- | ------------ |
| 1     | EUN  | Akakios Kachiasvilis  | 412,5        |
| 2     | EUN  | Sergei Syrzow         | 412,5        |
| 3     | POL  | Sergiusz Wołczaniecki | 392,5        |
| 4     | KOR  | Kim Byung-chan        | 380,0        |
| 5     | BUL  | Iwan Tschakarow       | 377,5        |
| 6     | CUB  | Emilio Lara           | 375,0        |
| 7     | GBR  | Peter May             | 355,0        |
| 8     | AUS  | Harvey Goodman        | 350,0        |
| 9     | FRA  | Cédric Plançon        | 345,0        |
| 10    | HUN  | István Dudás          | 345,0        |

Datum: 1. August 1992

23 Teilnehmer aus 19 Ländern

### 1. Schwergewicht (bis 100 kg)
| Platz | Land | Sportler             | Gewicht (kg) |
| ----- | ---- | -------------------- | ------------ |
| 1     | EUN  | Wiktor Tregubow      | 410,0        |
| 2     | EUN  | Tymur Tajmasow       | 402,5        |
| 3     | POL  | Waldemar Malak       | 400,0        |
| 4     | FRA  | Francis Tournefier   | 387,5        |
| 5     | BUL  | Petar Stefanow       | 380,0        |
| 6     | ISR  | Andrei Denisov       | 377,5        |
| 7     | GER  | Udo Guse             | 377,5        |
| 8     | JPN  | Yoshimitsu Nishimoto | 372,5        |
| 9     | IRQ  | Nazar Kadir          | 370,0        |
| 10    | SWE  | Bijan Rezaei         | 365,0        |

Datum: 2. August 1992

25 Teilnehmer aus 21 Ländern

### 2. Schwergewicht (bis 110 kg)
| Platz | Land | Sportler             | Gewicht (kg) |
| ----- | ---- | -------------------- | ------------ |
| 1     | GER  | Ronny Weller         | 432,5        |
| 2     | EUN  | Artur Akojew         | 430,0        |
| 3     | BUL  | Stefan Botew         | 417,5        |
| 4     | ROM  | Nicu Vlad            | 405,0        |
| 5     | POL  | Dariusz Osuch        | 397,5        |
| 6     | GER  | Frank Seipelt        | 390,0        |
| 7     | CUB  | Flavio Villavicencio | 387,5        |
| 8     | GRE  | Pavlos Saltsidis     | 385,0        |
| 9     | ALB  | Dedë Dekaj           | 380,0        |
| 10    | ITA  | Norberto Oberburger  | 375,0        |

Datum: 3. August 1992

24 Teilnehmer aus 20 Ländern

### Superschwergewicht (über 110 kg)
| Platz | Land | Sportler               | Gewicht (kg) |
| ----- | ---- | ---------------------- | ------------ |
| 1     | EUN  | Aljaksandr Kurlowitsch | 450,0        |
| 2     | EUN  | Leanid Taranenka       | 425,0        |
| 3     | GER  | Manfred Nerlinger      | 412,5        |
| 4     | CUB  | Ernesto Aguero         | 412,5        |
| 5     | BUL  | Mitko Mitew            | 400,0        |
| 6     | TCH  | Jiří Zubrický          | 392,5        |
| 7     | TUR  | Erdinç Aslan           | 390,0        |
| 8     | USA  | Mario Martinez         | 385,0        |
| 9     | GER  | Martin Zawieja         | 380,0        |
| 10    | USA  | Mark Henry             | 377,5        |

Datum: 4. August 1992

20 Teilnehmer aus 16 Ländern